# سینه‌هلالی مارانیون
سینه‌هلالی مارانیون (نام علمی: Melanopareia maranonica) نام یک گونه از سرده سینه‌هلالی‌ها است.